# Filialkirche Kleingradenegg

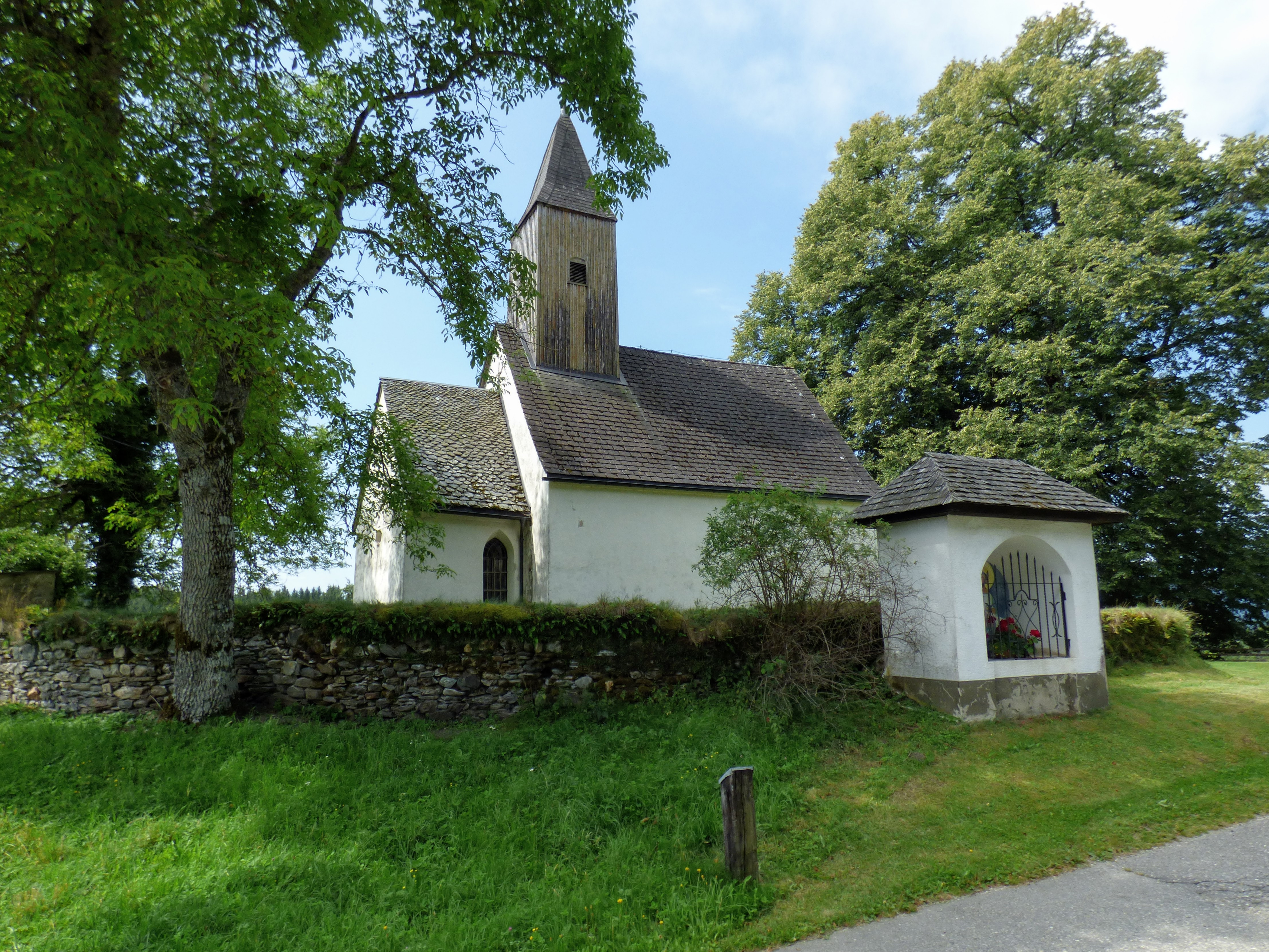
Die Kirche mit Kirchhof

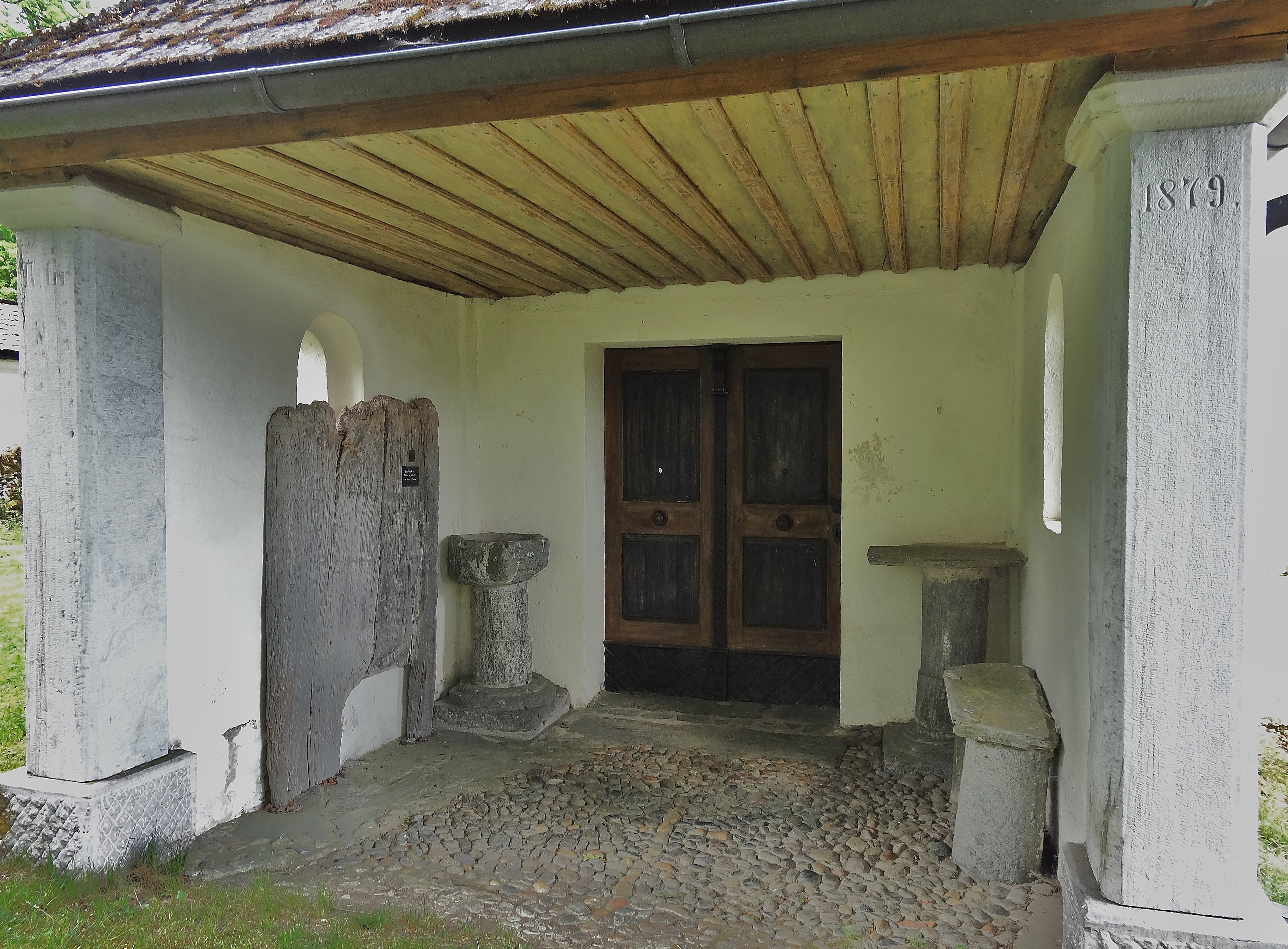
Blick in die Vorlaube

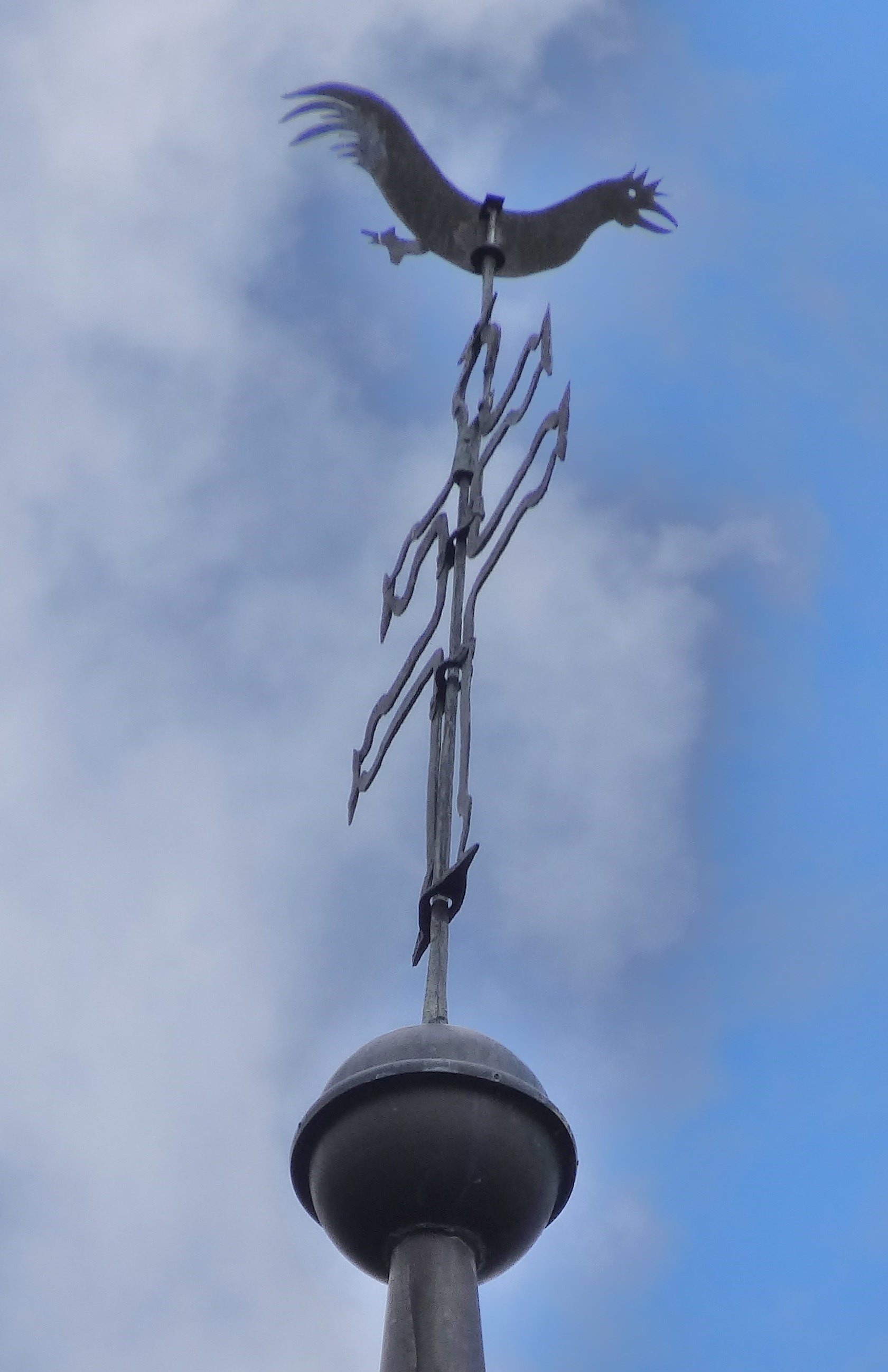
Die Turmspitze mit Wetterhahn

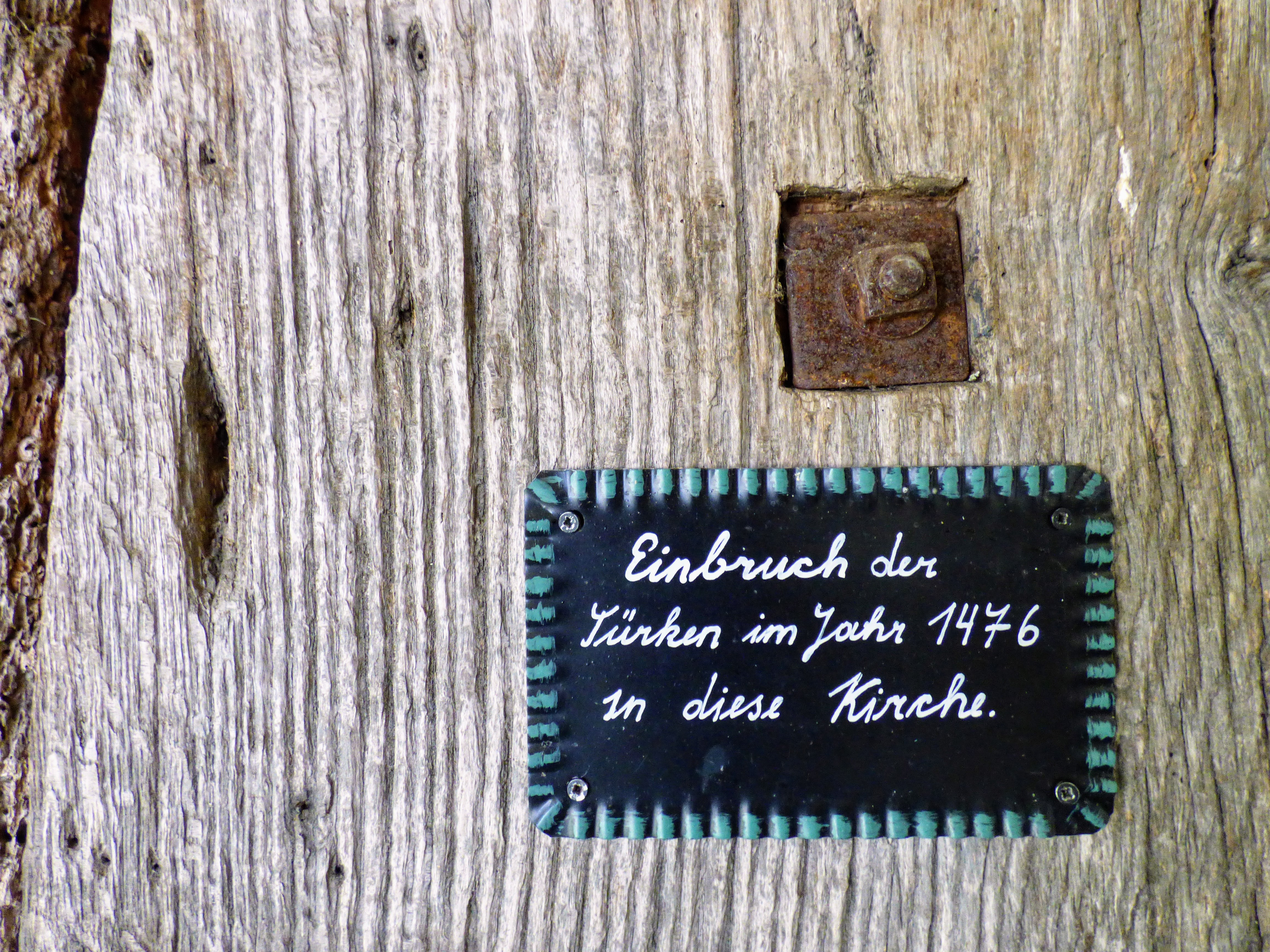
Von Türken 1476 aufgebrochene Türe

Die Filialkirche Kleingradenegg in der Gemeinde St. Urban ist dem heiligen Petrus geweiht. Die zur Pfarre St. Urban gehörende Kirche wurde erstmals im 15. Jahrhundert erwähnt und 1476 von den Türken eingenommen.

## Beschreibung
Das Gotteshaus ist ein im Kern möglicherweise frühgotischer Bau mit eingezogenem Chor und geradem Chorschluss. Im Chorschluss hat sich wahrscheinlich ein Vierpassfenster erhalten, die anderen Fenster wurden im 19. Jahrhundert erneuert. Die vorne offene Vorlaube wurde 1879 errichtet. In der Vorlaube steht ein polygonaler Opfertisch auf einer Säulenbasis aus dem 17. Jahrhundert. An der Wand ist die von den Türken aufgebrochene Tür angebracht. Im hölzernen Dachreiter hängt eine Glocke von 1400; die Spitze wird von einem Wetterhahn auf einem doppelarmigen Kreuz und einer Turmkugel gebildet.
Im Langhaus erhebt sich ein Tonnengewölbe mit Stichkappen. Die Holzempore steht auf zwei Holzstützen. Ein Triumphbogen mit gegliederten Bogen über toskanischen Gewändepilastern verbindet das Langhaus mit dem um drei Stufen erhöhten Chor, der ein Spitztonnengewölbe besitzt. Die Gewölbemalereien in Langhaus und Chor stammen aus dem 19. Jahrhundert. Es wird vermutet, dass sich unter dem Putz der Langhauswände ältere Wandmalereien befinden.
Der Tabernakelaltar aus dem letzten Viertel des 18. Jahrhunderts zeigt im Aufsatzbild eine Madonna. An der Wand dahinter ist ein Kruzifix zwischen zwei Engeln angebracht. Die Orgel entstand zwischen 1700 und 1750. Eine später überschnitzte Heiligenfigur aus dem 16. Jahrhundert, eine Konsolfigur des heiligen Paulus aus dem 18. Jahrhundert, ein Gemälde des heiligen Petrus von 1851 sowie ein Taufstein des 16. Jahrhunderts zählen zur weiteren Ausstattung der Kirche.
In der Kirchhofsmauer ist ein Schalenstein eingemauert.